# Венеція-Тессера
Аеропорт Венеція-Марко Поло (італ. Aeroporto di Venezia Marco Polo та італ. Aeroporto di Venezia-Tessera (IATA: VCE, ICAO: LIPZ) — міжнародний аеропорт Венеції, Італія. Розташований за 8 км на північ від центру Венеції у місті Тессера.
Є хабом для авіаліній:
- Volotea
- easyJet[3]
- Ryanair
- WizzAir

## Термінал
Сучасний термінал відкрито в 2002 році Аеропорт управляється компанією SAVE SpA. Аеропорт названо на честь венеційського мандрівника Марко Поло.
Термінал аеропорту має три поверхи: перший поверх для прибуття і другий поверх для відльоту. Термінал має 70 стійок реєстрації та два VIP-лаунжі: «Lounge Tintoretto» для клієнтів SkyTeam і «Marco Polo Room» для клієнтів усіх інших компаній. На третьому поверсі терміналу розташовані офіси обслуговуючих компанії та авіакомпаній. Зона відльоту розокремлена для Шенгенських та не-Шенгенських рейсів.

## Авіалінії та напрямки, травень 2022

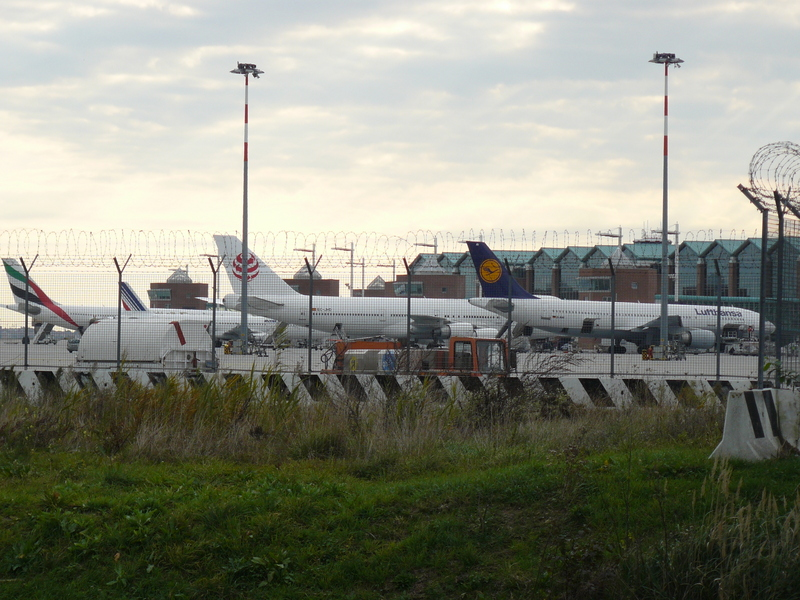
Вид на перон

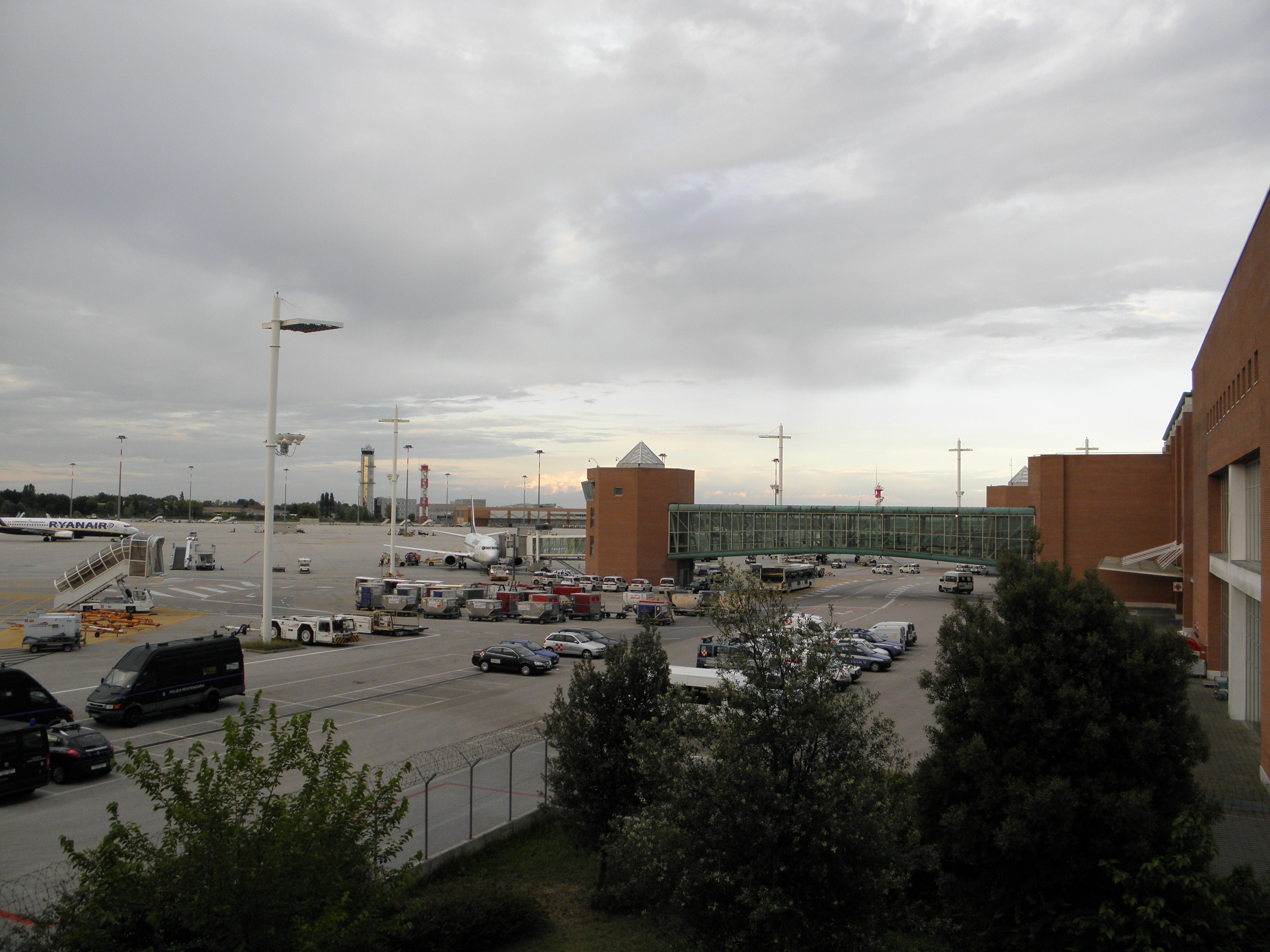
Вид на перон

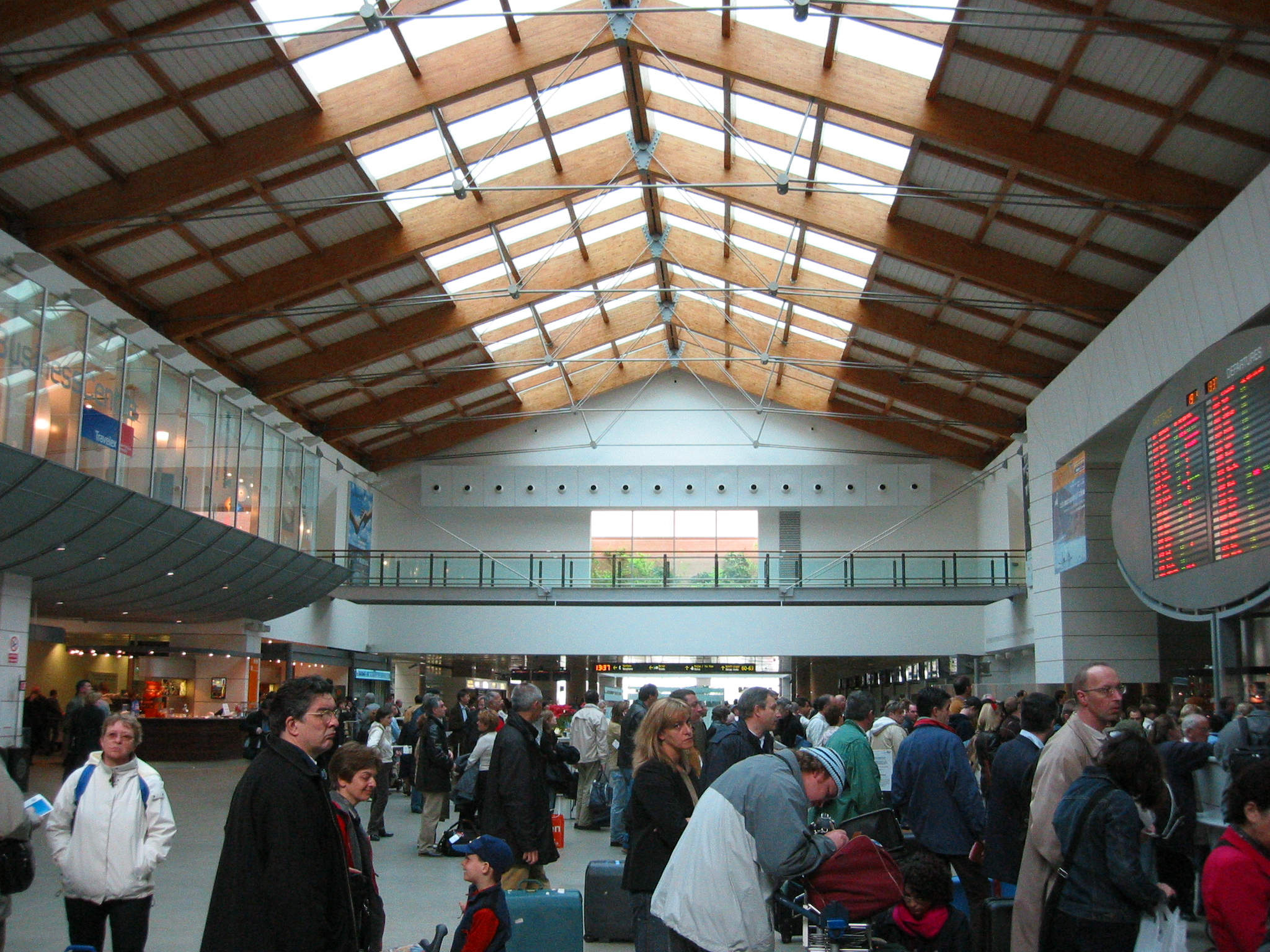
Вид на зону реєстрації

### Пасажирські
| Авіакомпанія                   | Пункт призначення |
| ------------------------------ | --- |
| Aegean Airlines                | Сезонний: Афіни |
| Aer Lingus                     | Дублін |
| Aeroflot                       | Москва-Шереметьєво (призупинено) |
| Air Arabia                     | Касабланка |
| Air Canada Rouge               | Сезонний: Монреаль-Трюдо, Торонто-Пірсон |
| Air Dolomiti                   | Мюнхен |
| Air Europa                     | Сезонний: Мадрид |
| Air France                     | Париж-Шарль де Голль |
| Air France Hop                 | Ліон |
| Air Serbia                     | Белград |
| Air Transat                    | Сезонний: Монреаль-Трюдо, Торонто-Пірсон |
| airBaltic                      | Seasonal: Рига |
| Albawings                      | Тирана |
| American Airlines              | Сезонно: Філадельфія |
| Asiana Airlines                | Сезонний чартер: Сеул-Інчхон |
| Austrian Airlines              | Відень |
| Binter Canarias                | Сезонно: Гран-Канарія |
| British Airways                | Лондон-Хітроу Сезонний: Лондон-Гатвік |
| Brussels Airlines              | Брюссель |
| Croatia Airlines               | Сезонний: Дубровник |
| Czech Airlines                 | Прага |
| Delta Air Lines                | Сезонний: Атланта, New York-JFK |
| easyJet                        | Амстердам, Берлін, Бристоль, Единбург, Глазго, Лондон-Гатвік, Лондон-Лутон, Ліон, Манчестер, Ніцца, Париж-Шарль де Голль, Париж-Орлі Сезонний: Базель, Корфу (з 27 червня 2022),, Хургада, Ібіца, Кефалонія (з 27 червня 2022), Кос (з 27 червня 2022),, Міконос, Ольбія, Родос, Шарм-ель-Шейх (з 30 жовтня 2022)                                                                 |
| El Al                          | Тель-Авів |
| Emirates                       | Дубай |
| Eurowings                      | Кельн/Бонн, Дюссельдорф Сезонний: Дортмунд (з 4 червня 2022), Гамбург, Штутгарт |
| Finnair                        | Сезонний: Гельсінкі |
| Flyr                           | Осло-Гардермуен (з 9 червня 2022) |
| Iberia                         | Мадрид |
| ITA Airways                    | Рим–Ф'юмічіно |
| Jet2.com                       | Сезонний: Бірмінгем, Манчестер |
| KLM                            | Амстердам |
| LOT Polish Airlines            | Варшава-Шопен Сезонно: Ряшів (з 12 червня 2022) |
| Lufthansa                      | Франкфурт |
| Luxair                         | Сезонний: Люксембург |
| Norwegian Air Shuttle          | Сезонний: Копенгаген, Гельсінкі, Осло-Гардермуен, Стокгольм-Арланда |
| Pegasus Airlines               | Стамбул–Сабіха Гьокчен |
| Qatar Airways                  | Доха |
| Royal Air Maroc                | Касабланка |
| Ryanair                        | Барселона, Барі, Катанія, Неаполь, Палермо Сезонно: Кальярі, Комізо, Копенгаген, Корк, Кротоне, Гданськ, Гельсінкі, Катовіце, Лісабон, Лондон–Станстед, Мадрид, Марсель, Менорка, Нюрнберг, Сантандер, Стокгольм–Арланда, Тулуза, Трапані, Відень |
| Scandinavian Airlines          | Сезонний: Копенгаген |
| Swiss International Air Lines  | Цюрих |
| TAP Portugal                   | Лісабон |
| Transavia                      | Сезонний:Нант |
| TUI Airways                    | Сезонний: Лондон-Гатвік, Манчестер |
| Tunisair                       | Туніс |
| Turkish Airlines               | Стамбул |
| Ukraine International Airlines | Київ-Бориспіль (призупинено) |
| United Airlines                | Сезонний: Ньюарк |
| Ural Airlines                  | Москва-Домодєдово (призупинено) |
| Volotea                        | Афіни, Барі, Більбао, Бордо, Катанія, Ганновер (з 11 листопада 2022), Лілль (з 21 жовтня 2022),, Ліон, Марсель, Нант, Неаполь, Ніцца (з 21 жовтня 2022), Палермо Сезонний: Альгеро, Бріндізі, Кальярі, Іракліон, Карпатос, Кефалонія, Лампедуза, Люксембург, Малага, Міконос, Ольбія, Пантеллерія, Превеза, Самос, Санторині, Скіатос, Спліт, Закінф, Сарагоса (з 30 травня 2022) |
| Vueling                        | Барселона |
| Wizz Air                       | Барі, Кальярі, Касабланка, Катанія, Фуертевентура, Ламеція-Терме, Лондон–Гатвік, Неаполь, Рейк'явік, Прага, Таллінн, Тель-Авів Сезонно: Лампедуза (з 6 липня 2022), Міконос (з 1 червня 2022), Ольбія, Пальма-де-Мальорка (з 1 червня 2022), Санторині (з 4 червня 2022), Шарм-ель-Шейх, Тенерифе-Південний                                                                       |

## Статистика
Див. джерело запитів Вікіданих та джерела.
| Рік  | Пасажирообіг        |
| ---- | ------------------- |
| 2000 | 4.135.608 (▲8,6 %)  |
| 2001 | 4.178.285 (▲1,0 %)  |
| 2002 | 4.216.398 (▲0,9 %)  |
| 2003 | 5.304.597 (▲25,8 %) |
| 2004 | 5.871.415 (▲10,7 %) |
| 2005 | 5.780.783 (▼1 %)    |
| 2006 | 6.296.345 (▲8,9 %)  |
| 2007 | 7.032.499 (▲11,7 %) |
| 2008 | 6.848.244 (▼2,6 %)  |
| 2009 | 6.655.612 (▼2,8 %)  |
| 2010 | 6.801.241 (▲2,2 %)  |
| 2011 | 8.507.691 (▲25,1 %) |
| 2012 | 8.110.520 (▼4,7 %)  |
| 2013 | 8.327.899 (▲2,7 %)  |
| 2014 | 8.407.935 (▲1,0 %)  |
| 2015 | 8.735.876 (▲3,2 %)  |
| 2016 | 9.624.748 (▲10 %)   |
| 2017 | 10.355.205 (▲7,7 %) |